# Werfer-Länderkampf der Männer und Frauen 1991 Italien – Deutschland – Großbritannien – Rumänien
| 1. Leichtathletik-Länderkampf mit deutscher Beteiligung 1991                         | 1. Leichtathletik-Länderkampf mit deutscher Beteiligung 1991 |
| ------------------------------------------------------------------------------------ | ------------------------------------------------------------ |
|                                                                                      |                                                              |
| Werfergleich der Männer und Frauen Italien – Deutschland – Großbritannien – Rumänien |                                                              |
| Austragungsort                                                                       | Oristano                                                     |
| Wettbewerbe                                                                          | Männer: 4 / Frauen: 3                                        |
| Datum                                                                                | 1. Juni                                                      |
| 1. GER 2. GBR 3. ITA 4. ROU                                                          | 69 Punkte 68 Punkte 58 Punkte 56 Punkte                      |
| 0Teilwertung Männer                                                                  | 1. ITA0000041 P 1. GBR000041 P 3. GER000036 P 4. ROU000026 P |
| 0Teilwertung Frauen                                                                  | 1. GER000033 P 2. ROU000030 P 3. GBR000027 P 4. ITA0000017 P |
| Chronik                                                                              |                                                              |
| ← letzter LK 1990 00GER-FRA-NLD-SUI Str'lauf (F)                                     | GBR-GER (M/F) →                                              |

Im ersten Vergleich des Länderkampfjahres 1991 trafen sich die Werfer aus Italien, Deutschland, Großbritannien und Rumänien. Der Wettkampf wurde am 1. Juni in Oristano auf der italienischen Insel Sardinien ausgetragen und für Frauen sowie Männer gemeinsam gewertet. Mit dieser Teilnehmerschaft war der Vergleich eine Premiere.

## Modus
Ausgetragen wurden die vier olympischen Männer- und drei damaligen olympischen Frauenwettbewerbe aus dem Bereich Wurf/Stoß. Je Land und Wettbewerb starteten zwei Teilnehmer. Die Punkte wurden nach folgenden Regeln vergeben: 1. Platz: 9 P / 2. Pl.:7 P / 3. Pl.: 6 P / 4. Pl.: 5 P / ….

## Ergebnis
Bei den Männern kam Italien zu zwei Disziplinerfolgen, Deutschland und Großbritannien zu je einem. In der Teilwertung lagen Gastgeber Italien und Großbritannien mit je 41 Punkten gleichauf an der Spitze. Deutschland folgte mit 36 Punkten als Dritter vor Rumänien (26 Punkte).
Bei den Frauen waren Großbritannien, Rumänien und Deutschland in je einem Wettbewerb vorn. Durch gute Platzierungen auf den weiteren Rängen setzte sich Deutschland mit 33 Punkten vor Rumänien (dreißig Punkte) durch. Großbritannien (27 Punkte) und Italien (siebzehn Punkte) belegten in dieser Teilwertung die Plätze drei und vier.
In der Länderkampfgesamtwertung siegte Deutschland mit 69 Punkten. Großbritannien lag als Zweiter mit 68 Punkten nur hauchdünn zurück. Die drittplatzierten Italiener kamen auf 58, Rumänien als Vierter auf 56 Punkte.

## Resultate Männer

### Teilwertung
| Platz | Land           | Punkte |
| ----- | -------------- | ------ |
| 1     | Italien        | 41     |
| 1     | Großbritannien | 41     |
| 3     | Deutschland    | 35     |
| 4     | Rumänien       | 26     |

### Kugelstoßen
| Platz | Athlet            | Land | Weite (m) |
| ----- | ----------------- | ---- | --------- |
| 1     | Alessandro Andrei | ITA  | 19,84     |
| 2     | Paul Edwards      | GBR  | 18,88     |
| 3     | Michael Mertens   | GER  | 18,76     |
| 4     | Gheorghe Gușet    | ROU  | 18,69     |
| 5     | Costel Grasu      | ROU  | 18,48     |
| 6     | Giorgio Venturi   | ITA  | 18,22     |
| 7     | Oliver Dück       | GER  | 17,96     |
| 8     | Stephen White     | GBR  | 17,16     |

### Diskuswurf
| Platz | Athlet          | Land | Weite (m) |
| ----- | --------------- | ---- | --------- |
| 1     | Lars Riedel     | GER  | 67,78     |
| 2     | Marco Martino   | ITA  | 64,04     |
| 3     | Costel Grasu    | ROU  | 62,10     |
| 4     | Luciano Zerbini | ITA  | 61,72     |
| 5     | Carsten Kufahl  | GER  | 60,70     |
| 6     | Steve Casey     | GBR  | 56,08     |
| 7     | lonel Oprea     | ROU  | 54,92     |
| 8     | Darren Morris   | GBR  | 54,82     |

### Hammerwurf
| Platz | Athlet            | Land | Weite (m) |
| ----- | ----------------- | ---- | --------- |
| 1     | Enrico Sgrulletti | ITA  | 73,62     |
| 2     | Paul Head         | GBR  | 72,44     |
| 3     | Nicola Sundas     | ITA  | 71,36     |
| 4     | Jörn Hübner       | GER  | 69,84     |
| 5     | Karsten Kobs      | GER  | 69,46     |
| 6     | Gareth Cook       | GBR  | 67,32     |
| 7     | Albert Méhes      | ROU  | 64,76     |
| 8     | Nicolae Bindar    | ROU  | 64,16     |

### Speerwurf
| Platz | Athlet           | Land | Weite (m) |
| ----- | ---------------- | ---- | --------- |
| 1     | Colin McKenzie   | GBR  | 82,60     |
| 2     | Peter Yates      | GBR  | 77,06     |
| 3     | Dumitru Negoita  | ROU  | 75,80     |
| 4     | Jens Reimann     | GER  | 75,74     |
| 5     | Jean Ungureanu   | ROU  | 75,48     |
| 6     | Fabio De Gaspari | ITA  | 74,24     |
| 7     | Markus Galanski  | GER  | 72,90     |
| 8     | Moreno Belletti  | ITA  | 68,68     |

## Resultate Frauen

### Teilwertung
| Platz | Land           | Punkte |
| ----- | -------------- | ------ |
| 1     | Deutschland    | 33     |
| 2     | Rumänien       | 30     |
| 3     | Großbritannien | 27     |
| 4     | Italien        | 17     |

### Kugelstoßen
| Platz | Athletin        | Land | Weite (m) |
| ----- | --------------- | ---- | --------- |
| 1     | Myrtle Augee    | GBR  | 18,26     |
| 2     | Ines Wittich    | GER  | 18,06     |
| 3     | Jeana Ciobanu   | ROU  | 17,44     |
| 4     | Heike Hopfer    | GER  | 17,16     |
| 5     | Mara Rosolen    | ITA  | 16,42     |
| 6     | Maggie Lynes    | GBR  | 16,00     |
| 7     | Manuela Torazza | ITA  | 15,06     |

Eine zweite Vertreterin für Rumänien ist nicht angegeben.

### Diskuswurf
| Platz | Athletin           | Land | Weite (m) |
| ----- | ------------------ | ---- | --------- |
| 1     | Manuela Tirneci    | ROU  | 62,52     |
| 2     | Gabriele Reinsch   | GER  | 59,46     |
| 3     | Agnese Maffeis     | ITA  | 59,40     |
| 4     | Nicoleta Gradinaru | ROU  | 58,96     |
| 5     | Jackie McKenzie    | GBR  | 58,36     |
| 6     | Jana Lauren        | GER  | 57,02     |
| 7     | Maria Marello      | ITA  | 54,18     |
| 8     | Janette Picton     | GBR  | 51,70     |

### Speerwurf
| Platz | Athletin           | Land | Weite (m) |
| ----- | ------------------ | ---- | --------- |
| 1     | Tessa Sanderson    | GBR  | 63,22     |
| 2     | Carla Dumitru      | ROU  | 59,73     |
| 3     | Tanja Damaske      | GER  | 59,36     |
| 4     | Antje Zöllkau      | GER  | 57,88     |
| 5     | Claudia Isăilă     | ROU  | 54,76     |
| 6     | Amanda Liverton    | GBR  | 54,68     |
| 7     | Marinella Ambrosio | ITA  | 51,28     |
| 8     | Gloria Grippa      | ITA  | 49,42     |